# Autoportrait (Bernard, Brest)
Pour les articles homonymes, voir Autoportrait (homonymie).
Autoportrait est un tableau réalisé par le peintre français Émile Bernard en 1890. De format vertical, cette huile sur toile est un autoportrait dans lequel l'artiste de vingt-deux ans se figure en buste devant ses Baigneuses à la vache rouge, une idylle de 1889 désormais au musée d'Orsay, à Paris. Elle est quant à elle conservée au musée des Beaux-Arts de Brest, à Brest, dans le Finistère.
L'œuvre reproduit en fait le reflet du miroir dont Bernard se sert, ce dont témoigne l'inversion de la composition derrière lui. Cette même inversion se constate dans un autre portrait où le peintre se figure devant le même tableau : l'Autoportrait au tableau « Baigneuses à la vache rouge », à présent au musée d'Orsay. Il y montre son autre profil.

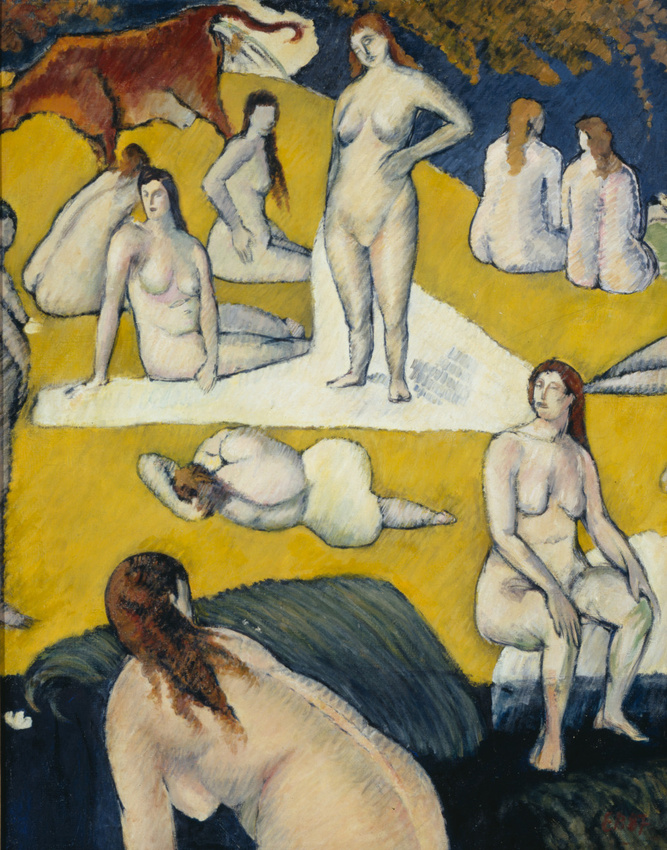
Baigneuses à la vache rouge, 1889 – Musée d'Orsay, Paris.
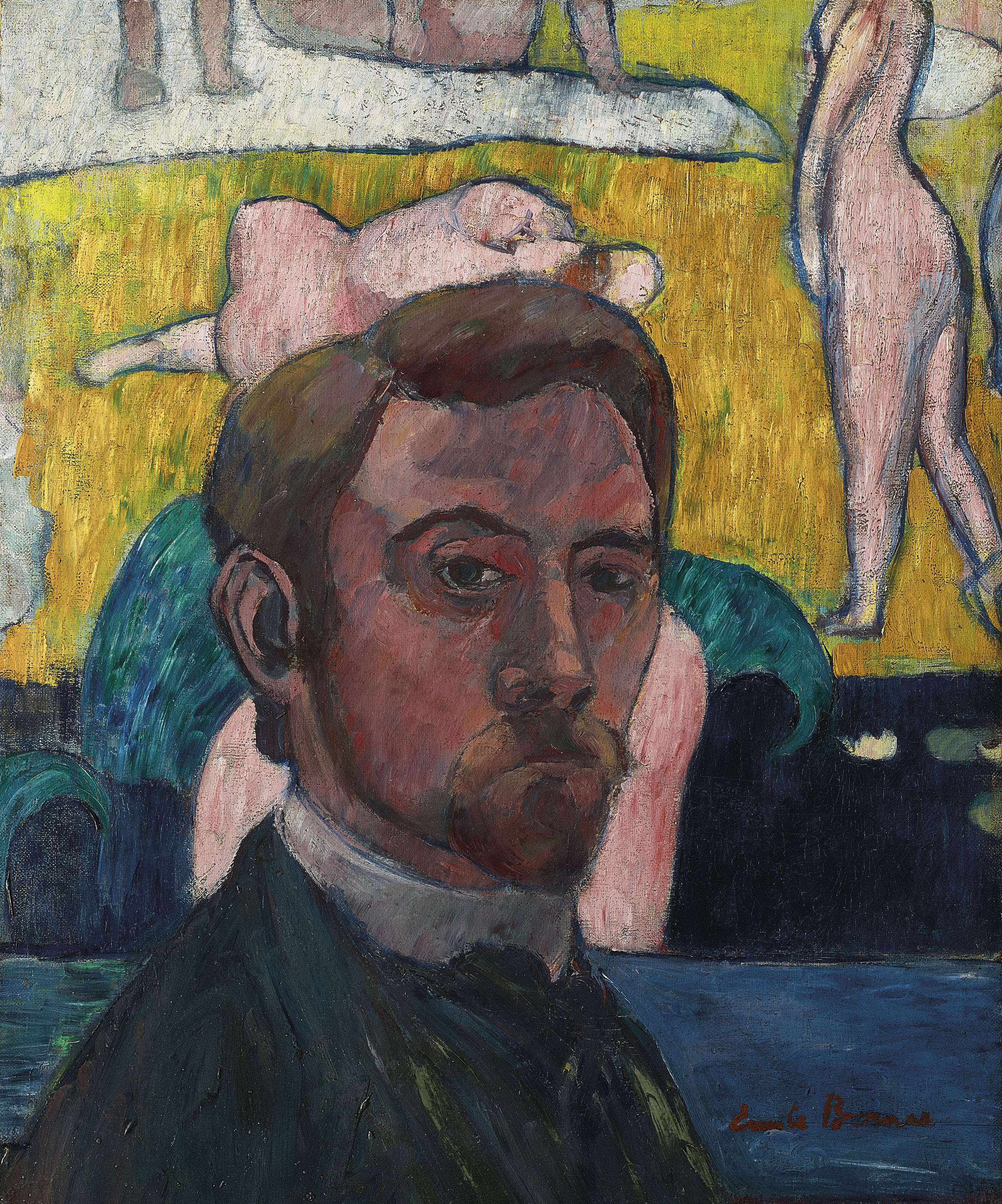
Autoportrait au tableau « Baigneuses à la vache rouge », vers 1889 – Musée d'Orsay, Paris.